# Cyclopes xinguensis
Cyclopes xinguensis és una espècie de pilós de la família dels ciclopèdids. És endèmic del Brasil. Té una ratlla dorsal ben marcada i una ratlla ventral tènue i irregular. El seu pelatge dorsal és gris, mentre que la gropa és groga i el ventre de color groc pàl·lid. El seu nom específic, xinguensis, significa 'del Xingu' en llatí. Com que fou descoberta fa poc, encara no se n'ha avaluat l'estat de conservació.